# Trușevîci, Starîi Sambir
Trușevîci (în ucraineană Трушевичі) este localitatea de reședință a comunei Trușevîci din raionul Starîi Sambir, regiunea Liov, Ucraina.

## Demografie
Componența lingvistică a localității Trușevîci
     Ucraineană (99,74%)
     Alte limbi (0,26%)
Conform recensământului din 2001, majoritatea populației localității Trușevîci era vorbitoare de ucraineană (99,74%), existând în minoritate și vorbitori de alte limbi.